# Lee Su-jin
Lee Su-jin (* 9. Februar 1977) ist ein südkoreanischer Filmregisseur.

## Leben
Lee begann seine Filmlaufbahn mit Kurzfilmen. Sein Film Appa (아빠 ‚Papa‘) lief auf dem Busan International Film Festival 2005 und erhielt den Korean Film Archive Award auf dem Seoul Independent Film Festival. Sein erster Langfilm, Han Gong-ju, basiert auf einem Vergewaltigungsfall in der Stadt Miryang und feierte Weltpremiere auf dem Busan International Film Festival 2013. Der Film erhielt in der anschließenden Festivalrunde zahlreiche Auszeichnungen, darunter die Hauptpreise von Marrakesch, Rotterdam und Fribourg. Als erfolgreicher Independentfilm lief Han Gong-ju am 17. April 2014 in den südkoreanischen Kinos an und erreichte 225.839 Besucher. Lee erhielt die Auszeichnung für das beste Drehbuch bei den Korean Association of Film Critics Awards und wurde mit dem Blue Dragon Award als bester neuer Regisseur ausgezeichnet.
2019 veröffentlichte er mit Idol einen Politthriller, der auf der Berlinale 2019 Weltpremiere feierte. Für die weibliche Hauptrolle engagierte er erneut Chun Woo-hee, die durch Han Gong-ju berühmt wurde.

## Filmografie
- 2014: Han Gong-ju (한공주)
- 2019: Idol (우상 Usang)